# Stirling Tolbooth

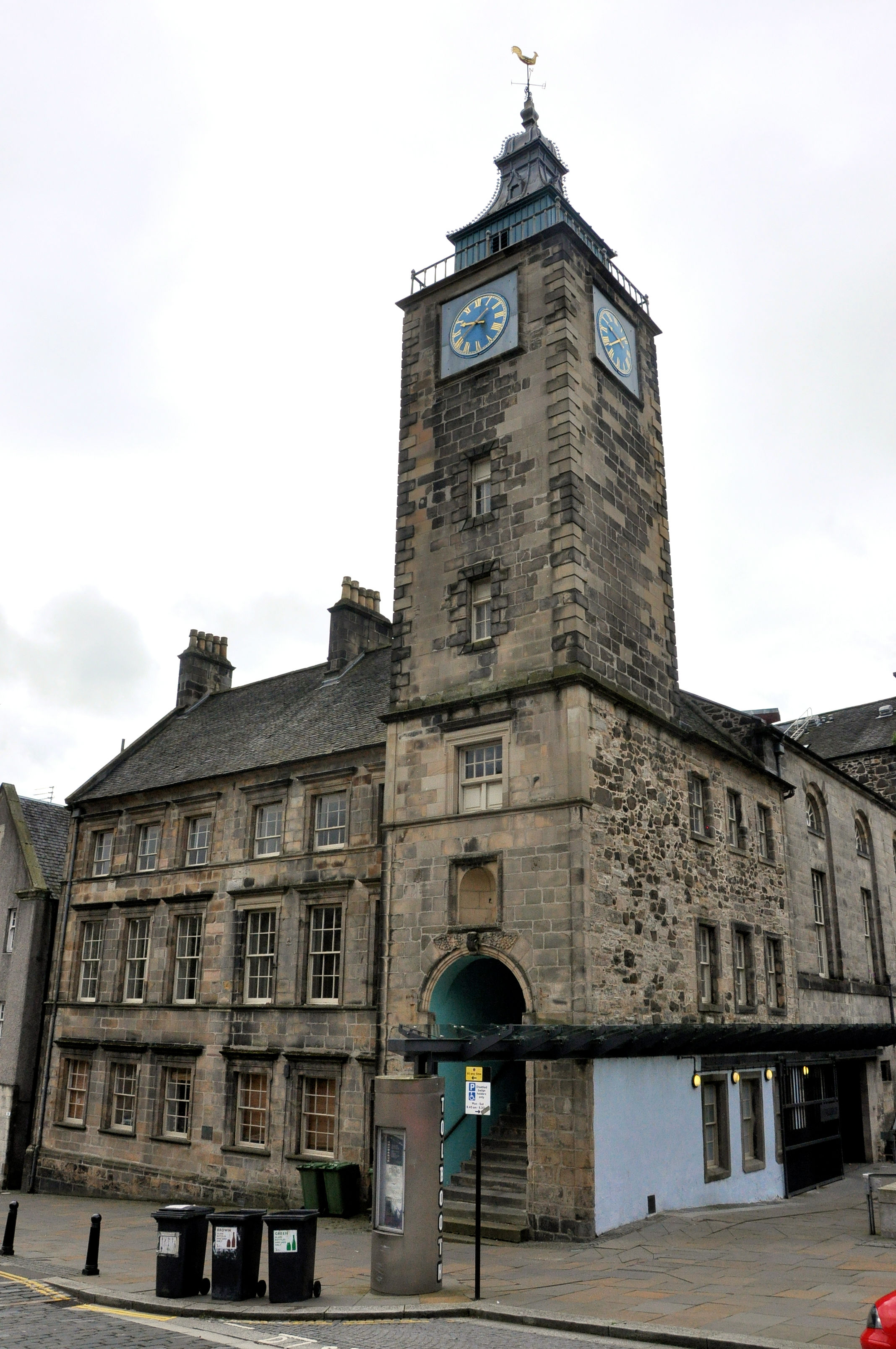
Stirling Tolbooth

Die Stirling Tolbooth ist die ehemalige Tolbooth der schottischen Stadt Stirling in der gleichnamigen Council Area. 1965 wurde das Bauwerk in die schottischen Denkmallisten in der höchsten Denkmalkategorie A aufgenommen.

## Geschichte
Am Standort wurde bereits 1473 die Tolbooth des Burghs errichtet. Zu Beginn des 18. Jahrhunderts wurde der Bau der heutigen Tolbooth beschlossen. Zwischen 1703 und 1705 wurde sie dann nach einem Entwurf des bedeutenden schottischen Architekten William Bruce erbaut. Hierbei wurden Fragmente der spätmittelalterlichen Tolbooth in die Struktur integriert. Im Jahre 1785 erfolgte ein Anbau an der Ostseite. An der Südseite wurden zwischen 1806 und 1811 das Gericht mit zugehörigem Gefängnis ergänzt. Frederick Hill, als Gefängnisinspektor Schottlands, bezeichnete das Gefängnis in der Stirling Tolbooth 1842 als das schlimmste Gefängnis des Landes. Daraufhin begann der Gefängnisausschuss der Grafschaft mit der Planung eines neuen Gefängnisbaus, der in den 1840er Jahren mit dem nahegelegenen Stadtgefängnis von Stirling umgesetzt wurde. Pläne von Brown & Wardrop zur Erweiterung der Tolbooth aus dem Jahre 1862 wurden nicht ausgeführt. Das zwischenzeitlich leerstehende Gebäude wurde zwischen 1999 und 2001 zu einem auf Kunst und Musik fokussierten Veranstaltungsgebäude mit Restaurant- und Barbetrieb umgebaut.

## Beschreibung
Die Stirling Tolbooth steht an der Broad Street im historischen Zentrum Stirlings nahe der Church of the Holy Rude. Das dreistöckige, klassizistische Gebäude weist grob einen U-förmigen Grundriss auf. Sein Mauerwerk besteht aus Sandsteinquadern, die zu einem Schichtenmauerwerk verbaut wurden. Einzig an der Westfassade ist Bruchsteinmauerwerk sichtbar. Markant ist der sechsstöckige Turm an der Gebäudekante. An seiner Nordseite führt eine weite Treppe in einem Rundbogenportal ins erste Obergeschoss. Eine kleine Ädikula oberhalb des Portals ist leer. Im fünften Obergeschoss sind allseitig Turmuhren eingelassen. Darüber läuft ein Eisengeländer um. Der Turm schließt mit einer geschwungenen Holzhaube mit allseitigen Lukarnen und Wetterhahn.